# Monte à cru
 (septembre 2024).
Si vous disposez d'ouvrages ou d'articles de référence ou si vous connaissez des sites web de qualité traitant du thème abordé ici, merci de compléter l'article en donnant les références utiles à sa vérifiabilité et en les liant à la section « Notes et références ».
En pratique : Quelles sources sont attendues ? Comment ajouter mes sources ?

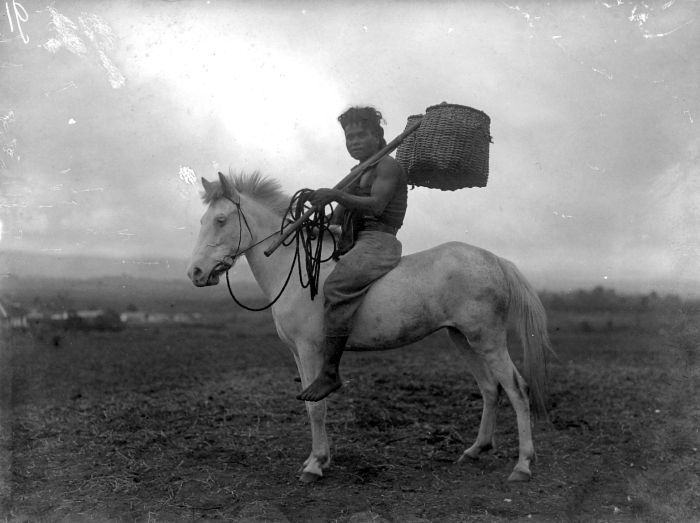
Monte à cru sur un poney Batak en 1918, Indonésie.

La monte à cru est une forme d'équitation ou le fait, pour un humain, de monter sur le dos d'un animal sans utiliser une selle. Il s'agit le plus souvent d'un cheval, bien que la monte à cru soit aussi associée aux enfants pour les poneys et les ânes. De façon marginale, la monte à cru peut s'effectuer sur des autruches.

## Compétences requises
Elle exige des compétences, de l'équilibre et de la coordination de la part du cavalier, celui-ci ne disposant pas d'équipement pour compenser ses erreurs d'équilibre. Les partisans de l'équitation à cru soutiennent que cette façon de monter est naturelle, permet une meilleure communication avec le cheval, et améliore l'équilibre du cavalier. Les inconvénients incluent un risque plus élevé de blessure en raison d'un danger accru de chute de cheval, le risque d'une mauvaise position à cheval, et la possibilité d'une gêne considérable pour le cheval comme pour le cavalier en raison de l'absence d'arçon rigide pour soutenir, et de tout rembourrage entre ischions du cavalier et colonne vertébrale du cheval. Au fil du temps, il est plus fatigant pour le cheval et le cavalier de monter à cru que d'utiliser une selle. La monte à cru peut aussi être une cause de problèmes de dos chez le cheval en raison d'une mauvaise répartition du poids du cavalier.

## Histoire
Historiquement, les premiers essais d'équitation lors des premiers temps de la domestication du cheval ont vraisemblablement eu lieu à cru, la selle n'ayant été inventée que plus tardivement dans l'Antiquité.
En 1899, Frederick Miller photographie des femmes crows participant à une compétition de monte à cru à une foire dans le Montana.

## Cas appropriés

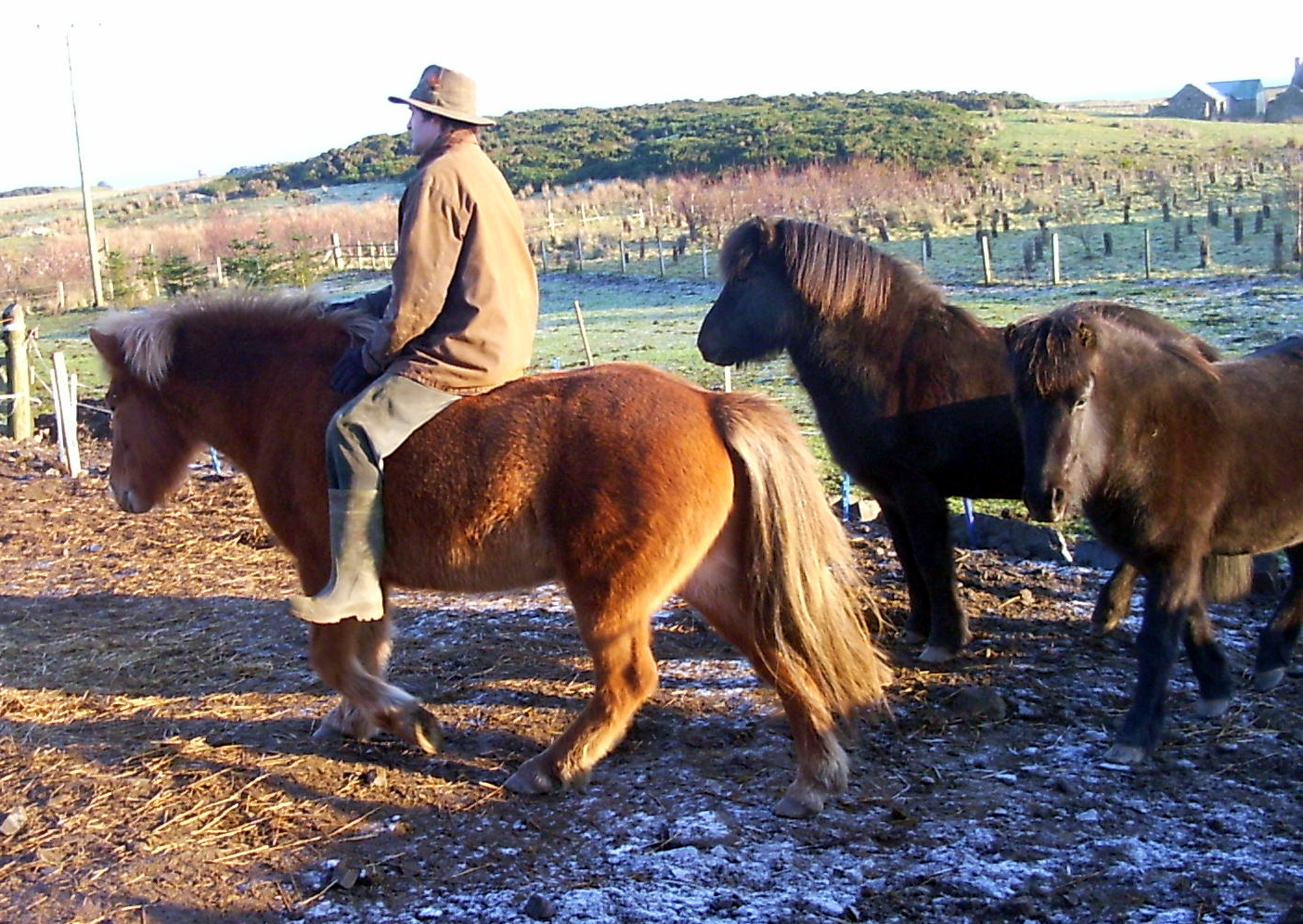
Monte à cru pour changer des chevaux Islandais de pâture.

Dans certaines situations, l'équitation à cru est appropriée. De nombreux cavaliers montent à cru pour gagner du temps. C'est également fréquent pour un cavalier qui doit monter très peu de temps, par exemple lors du déplacement du cheval d'une pâture à une autre. Dans ce cas, il prend seulement le filet afin de ne pas porter trop d'équipement au retour. Dans d'autres cas, par exemple si un cheval doit nager dans une rivière, un lac ou un océan, il est recommandé de laisser le harnachement en cuir pour éviter tout dommage matériel. Il est également fréquent pour les cavaliers de monter à cru par temps de froid extrême pour faire de courtes randonnées, dans des situations où les lourds vêtements d'hiver rendraient difficile l'utilisation d'une selle en raison de la difficulté de s'y asseoir correctement tout en portant des vêtements épais ou de grandes bottes de neige qui risqueraient de rester accrochées à un étrier.
La monte à cru peut aussi intervenir lorsqu'une personne monte « en croupe », c'est-à-dire sur la croupe du cheval et derrière un autre cavalier, généralement pour une courte durée.

## Position

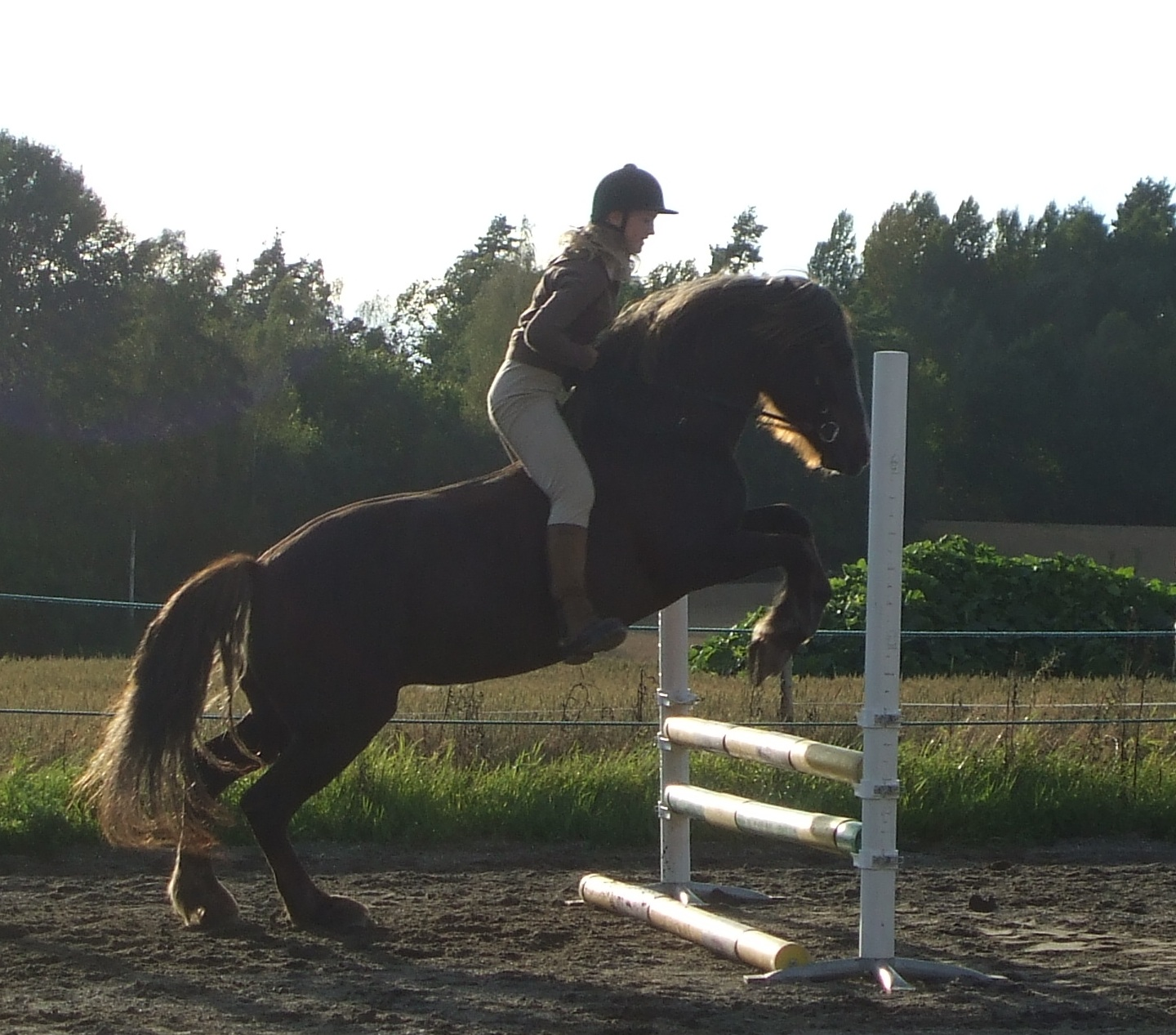
Saut d'obstacles à cru.

À cru, les cavaliers se positionnent un peu plus en avant sur le cheval qu'ils ne le feraient dans une selle. Ils doivent laisser reposer leurs jambes plus en avant, le long du pli des muscles des épaules afin d'avoir une position stable, sans trop de préhension. En règle générale, il faut faire bon usage des muscles du mollet, les cavaliers à cru ayant besoin de garder leurs talons plus bas que les orteils, avec la cheville fléchie et le talon vers le bas, comme s'ils avaient des étriers,. 
Monter avec les orteils vers le bas peut conduire à se cramponner à cheval avec les jambes, ou à creuser dans les côtes du cheval avec les talons, ce qui est souvent interprété par le cheval comme une demande pour aller plus vite.
Il est particulièrement important que les cavaliers ne serrent pas les talons ou les jambes sur le cheval au moment des ralentissements ou de l'arrêt, ni n'utilisent les rênes pour s'accrocher à tout moment, car ces erreurs enverront au cheval des signaux contradictoires induisant une confusion. Si les cavaliers perdent leur équilibre, il est possible de saisir la crinière afin d'éviter les secousses dans la bouche du cheval avec les rênes. Idéalement, un cavalier à cru peut maintenir un bon équilibre en position correcte grâce aux muscles de sa cuisse et de ses mollets.
Bien que certaines personnes commencent à monter à cru avant d'apprendre avec une selle, il est généralement recommandé d'apprendre d'abord en selle et sans étriers, afin que le cavalier soit toujours aidé par le pommeau et troussequin pour obtenir une position correcte, mais ne soit pas en mesure d'utiliser les étriers comme une béquille pour corriger un manque d'équilibre ou une mauvaise position. Il est aussi plus confortable pour le dos du cheval d'avoir le soutien d'une selle pour amortir l'action d'un cavalier déséquilibré.

## Sports équestres et traditions à cru

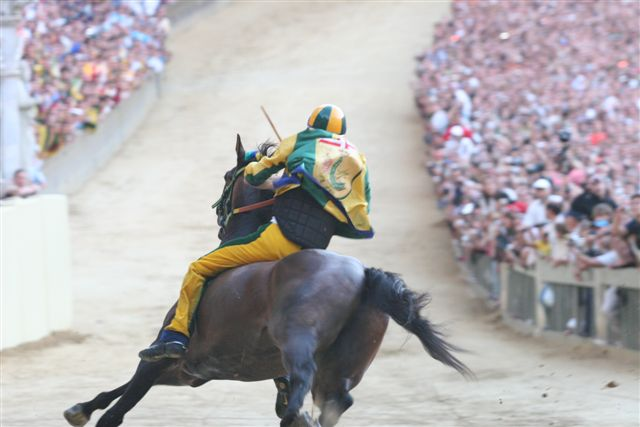
Cavalier du Palio de Sienne.

La monte à cru est possible dans toutes les disciplines équestres, l'équitation western comportant des disciplines réservées aux cavaliers à cru. Le Palio de Sienne se pratique à cru. Durant la rapa das bestas, il n'est pas rare de voir des participants monter les poneys galiciens à cru pour réussir à leur arracher quelques crins.

### Rodéo
La monte à cru est traditionnellement associée à une épreuve de rodéo, nommée saddle bronc and bareback riding en anglais. La monte du bronco à cru est l'une des épreuves les plus populaires et les plus demandées en rodéo bien qu'elle comporte un risque élevé de blessures pour le cavalier. Le cow-boy doit monter le bronco en se tenant d'une seule main, et n'est pas autorisé à toucher ou à se tenir à quoi que ce soit de sa main libre. Il utilise un petit harnachement en cuir qui comprend une poignée ressemblant à celle d'une valise, utilisée pour se tenir d'une main. Pour rendre l'événement plus difficile, il est tenu de se pencher en arrière et de se mouvoir d'une manière très stylisée, qui n'a jamais été historiquement utilisée dans la pratique. Les éperons des cow-boys doivent arriver au-dessus de la pointe de l'épaule du cheval au premier saut et toucher le cheval à chaque saut pendant toute la durée nécessaire au tour de qualification. Ils doivent rester sur le cheval avec la technique appropriée pendant 8 secondes avant d'être jugés et notés. Une fois la durée du rodéo terminé, le cow-boy peut tenir le harnachement des deux mains jusqu'à l'arrivée des assistants qui l'aident à descendre de cheval en toute sécurité sur le terrain. Les cow-boys sont jugés sur leur technique de contrôle et de stimulation, le cheval sur sa puissance, sa vitesse et son agilité. Les deux scores sont additionnés pour faire un total, le score le plus élevé possible étant de 100 points.